# Kel Ansar
Los Kel Ansar, también Kel Antessar, son una de las grandes confederaciones touareg que viven en Malí, principalmente en la región de Tombuctú. Desde 2015 su líder es Abdoul Majid Ag Mohamed Ahmed alias Nasser.

## Espacio geográfico
El espacio de los Kel Ansar comprende desde la frontera mauritana al círculo de Bourem (región de Gao) y hacia el Norte hasta la frontera argelina In Khalil. 
Hay varias fracciones llamadas Kel Ansar y otras tribus Acherifen, Kel Arizaf, Kel Inagozmi,..etc
Los Kel Ansar tienen la peculiaridad de ser no solo grandes letrados, lo que les confiere los títulos de "Marabús" y de intelectuales, sino también de grandes guerreros por su coraje con la cual han enfrentado el enemigo (los Reguibat, los Moros del sur, el Polisario, los Kountas, los Peulhs y los franceses).

## Líderes históricos
Entre los grandes jefes Kel Ansar se encuentran: Mohamed Ahmed Ansari alias Ingonna, Doua-Doua Ansari, Mohamed Ali Ag Doua Doua Ansari y Mohamed Ali Ag Attaher Ansari que han marcado la historia del Sáhara central por sus posiciones guerreras y políticas.
Después de la muerte del gran jefe Kel Ansar Ingonna en 1898, la confederación se remodeló, un nuevo poder se instauró por el colonizador francés, un poder que no respetó los criterios idóneos de elección del Amenokal, ello implicó la decadencia del poder político, económico y guerrero de los Kel Antessar. Mohamed Ali Ag Attaher intentó recuperar la posición de los Kel Antessar. Llegó la independencia de Malí en 1960 y estuvo obligado a exilarse en Marruecos donde murió en 1994.
Importantes comunidades Kel Ansar viven en el exterior de Malí, Níger, Argelia, Arabia Saudita, Mauritania y Libia.

## Actualidad
En la actualidad la confederación de los Kel Ansar aunque desestructurada bajo el efecto combinado de las sequías (1973 - 1984) del éxodo pero también de las influencias del poder central de Bamako, continúa existiendo como referencia en medio nómada.
En diciembre de 2014 tras la muerte del Amenokal Mohamed El Mehdi Ag Attaher El Ansari fue elegido su sobrino como nuevo jefe de tribu, el emir Abdoul Majid Ag Mohamed Ahmed alias Nasser, de 45 años e inspector de aduanas, relanzando una nueva dinámica en un contexto desestructurado de guerra civil ligada al llamado conflicto del Azawad.
Fue designado Amenokal el 24 de enero de 2015 en los campamentos de refugiados de Mauritania donde se encuentran en la actualidad los jefes de fracciones, líderes de opinión y autoridades religiosas y culturales de los Kel Antessar. La declaración de su nombramiento fue firmada por 122 personalidades.
En julio de 2017 Abdoul Majid Ag Mohamed declaró su apoyo al proyecto de referéndum constitucional de Malí que finalmente el gobierno de Malí pospuso "sine die" ante la oposición de numerosos sectores de la oposición y la sociedad civil.